# 地毯

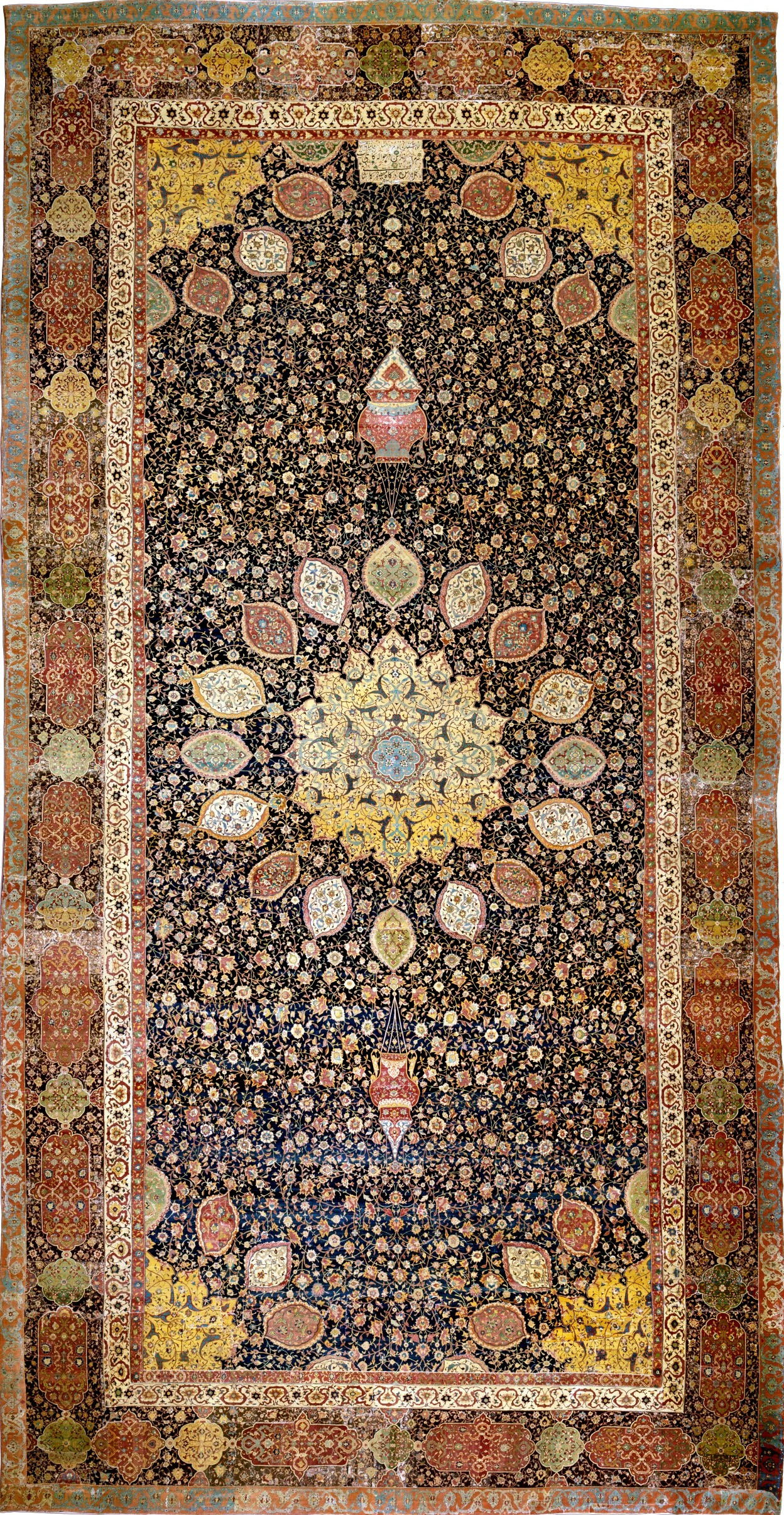
典型的阿拉伯地毯的紋樣

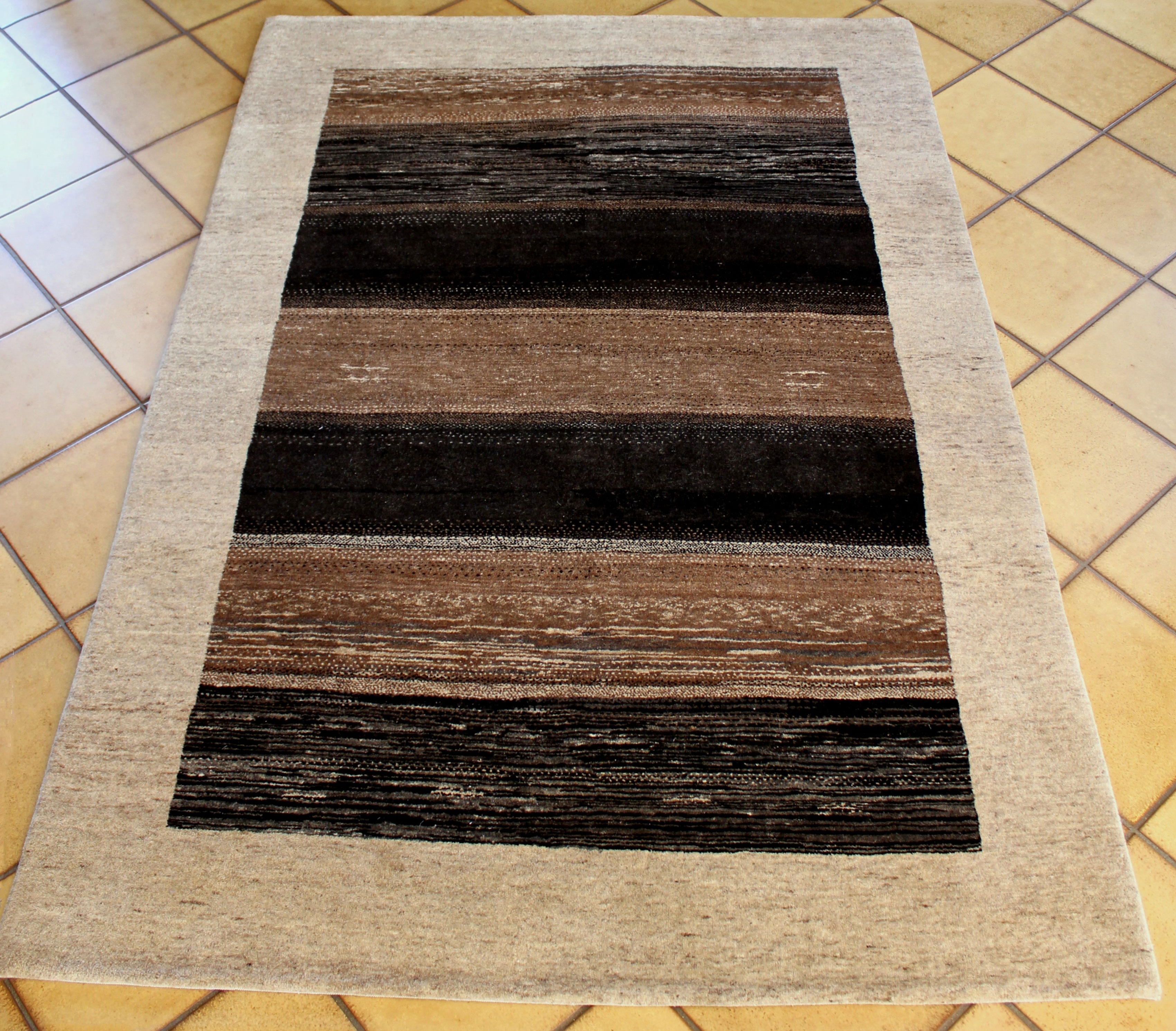
一件小型浴室掛毯

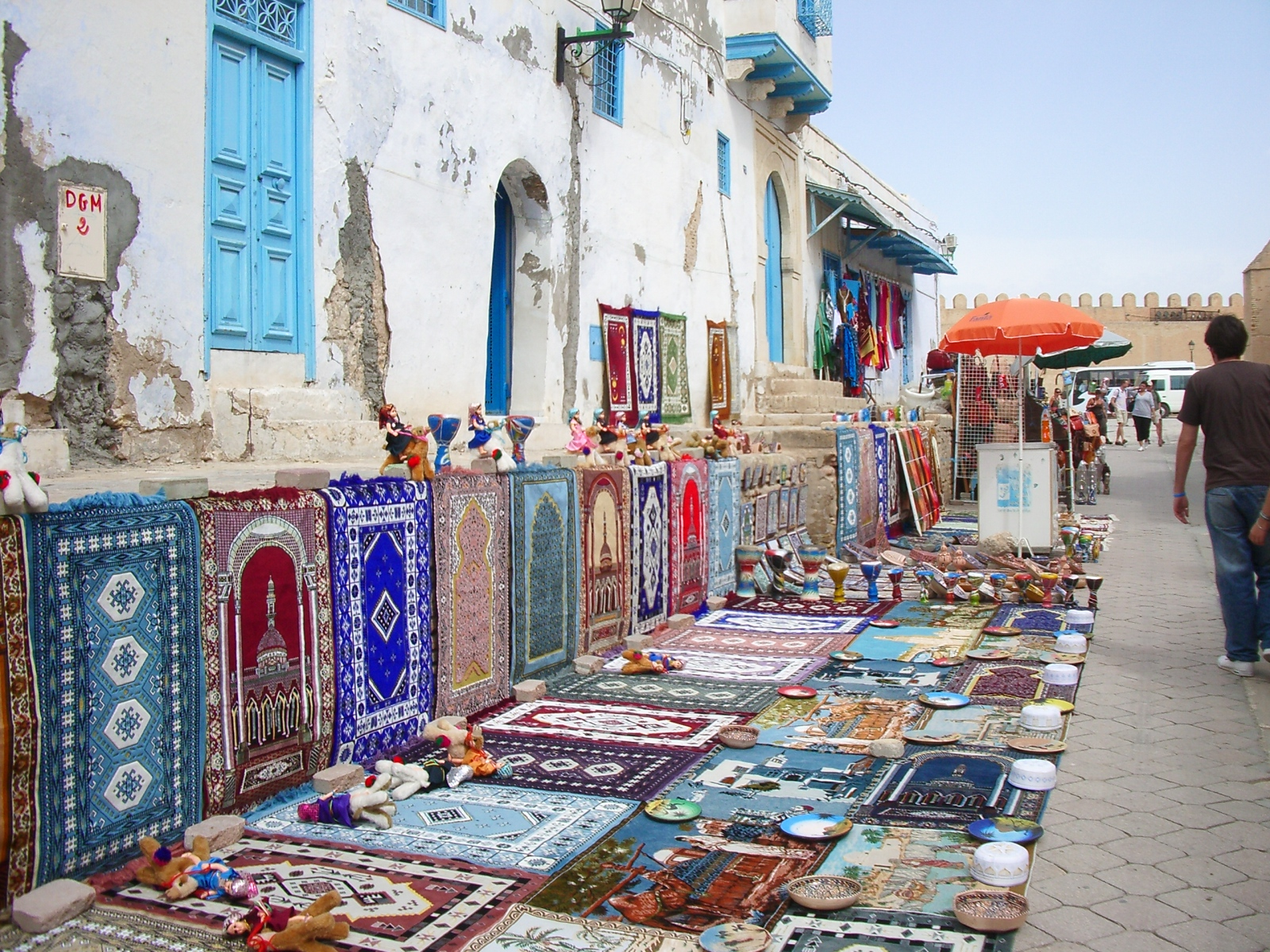
沙烏地阿拉伯的地毯攤販

地毯（Carpet），又稱地氈、掛毯、毛毯，指的是人類鋪在地板上的一種紡織品，具有吸塵、吸水、保溫、柔軟化地面等功能，尤其家中有幼童或長者時，可以裝備地毯以避免滑倒。同時，掛毯也可以作為一種華麗的裝飾物，在地球很多國家的文化中，擁有掛毯是身分高貴的象徵，一般是富裕階級或者宗教場所使用的物品。
作為一種覆蓋在地板上的物品，地毯通常具有大量絨毛，這些絨毛可以強力的吸附地板或者人類的鞋子。按照傳統，絨毛必須由羊毛編織而成，但在20世紀，隨著工業革命的發發展，聚丙烯、尼龍或聚酯等合成纖維也用於地毯，其售價遠比羊毛製的便宜。絨毛的“絨頭”通常由好幾根扭曲的線團組成，這些絨頭經熨燙讓它保持聚合，並且摸起來手感舒適
。
地毯有多種用途，包括將人的腳與冰冷的瓷磚隔開、使房間更溫暖、讓坐的地方更軟、減少走路的摩擦聲音以及給房間增添色彩。透過使用複雜的染色技術，地毯即可以被製成任何顏色，這導致了地毯的價格在古代很高。目前世界上的地毯有巨量不同種類的紋樣來美化表面，在現代社會，比起實用性，地毯的裝飾性更濃，被大量用於工廠、零售店、酒店和私宅。在有大量物美價廉的地毯可供選擇的今天，地毯的設計已經千變萬化。
傳統的東方地毯（阿拉伯、土耳其、埃及、印度和中國等）可以在手工紡織機上生產，其原理和現代機器做的相差無幾，使用“針刺氈”技術製成，但需要手工打結，並將絨頭一根一根的注入地毯的背面，這種兩面都有絨頭的地毯稱為“簇絨”。而傳統的西方地毯，主要是歐洲地毯則採用“平織”技術，通過鉤掛羊毛和棉花，讓地毯上形成網眼，再在網眼中二次穿插羊毛和棉花，直到填滿空隙為止。在美國，標準地毯的寬度是12英尺（3.7m）和15英尺（4.6m），在歐洲則為4m（13英尺和5 m（16英尺）。自19～20世紀以來，地毯的材料已經越來越能承受滾燙的水，因為人們習慣用熨斗燙平地毯，而以前是直接用水沖而已。
目前歐美的家用地毯是一體成型的，在地毯和地板之間鋪有泡沫軟墊，並且用釘子、夾桿、粘合劑或金屬框把地毯和地板釘在一起，使地毯不會移動。另外還有一種叫“滿鋪地毯”的方式，是將超大型的地盤佔滿整個地板，讓人看不到不到覆蓋物，在視覺上營造出豪華的感覺。

## 掛毯
掛毯是掛在牆上的毛毯，未必稱為地毯。
亦有專欄指出早於十七、十八世紀，中法兩國開始進行很多有關經濟的貿易及文化交流。而隨着日益頻繁的交流，商人把中國商品帶回法國，當中包括了織品及屏風等工藝品，深得貴族的歡心，亦慢慢地結合東方色彩的洛可可藝術亦因而誕生，編織了不少富有中國風的巨型掛毯，而掛毯亦因此而聞名中外。　

## 代替品
- 地布
- 蓋在床或桌子等分別稱為床布和台布。

## 種類
- 寧夏地毯

指十九世紀中國西北製作的地毯風格，以四股毛線編織而成，飾以簡單的花卉圖樣，典型圖案為荷花及石榴。
- 包頭地毯

指十九世紀中國綏遠地區製作的地毯風格，其特色為雲朵、花卉、長壽的象徵等基調圖案。
- 綏遠地毯

指中國內蒙古綏遠製作的地毯風格，其特色為整塊地毯佈滿重複圖案。
- 天津地毯

指二十世紀以後中國天津地區製作的地毯風格，採「封背」紡織術 (closed back)，其絨毛是以機器紡織的五股毛線織成，共有三種厚度，分別為○．三六英寸、○．五英寸、○．六二英寸。

## 外部連結
1. ↑  . www.merriam-webster.com.   [2022-06-23]. （原始内容存档于2023-01-04） （英语）.
2. ↑  .   [2018-05-26]. （原始内容存档于2018-05-26）.
3. ↑  藝術與建築索引典—寧夏地毯 於2011 年4 月8 日查閱[]
4. ↑  藝術與建築索引典—包頭地毯 於2011 年4 月8 日查閱[]
5. ↑  藝術與建築索引典—綏遠地毯 於2011 年4 月8 日查閱[]
6. ↑  藝術與建築索引典—天津地毯 於2011 年4 月8 日查閱[]

- History of carpet（页面存档备份，存于）